# سكوت بيرنت
سكوت بيرنت (بالإنجليزية: Scott Burnett)‏ هو لاعب دارت أمريكي، ولد في 4 فبراير 1974 في الولايات المتحدة.

## وصلات خارجية
- سكوت بيرنت على موقع DartsDatabase.co.uk (الإنجليزية)